# نوشاخ
نوشاخ هي ثاني أعلى قمة في سلسلة جبال هندوكوش وهي أعلى قمة في أفغانستان بأرتفاع 7،492 م. تقع في ممر واخان بولاية بدخشان.